# Oescus
Oescus (azi Ghighen, Bulgaria) a fost un oraș roman, cu rang de colonie (sub împăratul Traian), situat pe malul Dunării în Moesia Inferioară. 
Important punct de trecere din Moesia în Dacia Inferioară - prin podul de piatră, peste Dunăre, de la Sucidava (Celei) construit sub Constantin cel Mare. 
Castrul de la Oescus a servit drept garnizoană legiunii a V-a Macedonica folosită de romani în războaiele cu dacii. După cucerirea Daciei, Legiunea a V-a Macedonica a staționat o vreme la Troesmis în Dobrogea, apoi, în anul 166, a fost mutată la Potaissa, în Dacia Superioară. Odată cu retragerea aureliană (271-274) a fost din nou transferată la Oescus.